# Гидрофторид калия
Гидрофтори́д ка́лия (ки́слый фто́ристый ка́лий) — неорганическое вещество, кислая соль щелочного металла калия и фтористоводородной кислоты с химической формулой {\displaystyle {\ce {KHF2}}} или {\displaystyle {\ce {KF.HF}}}. Соль образована катионом {\displaystyle {\ce {K^+}}} и анионом {\displaystyle {\ce {HF2^{-}}}}.
Белый порошок, растворим в воде. Сильно ядовит.

## Нахождение в природе
В природе гидрофторид калия практически не встречается. Большую часть вещества получают искусственно.

## Получение
Действием концентрированной плавиковой кислоты на раствор фторида калия:
{\displaystyle {\ce {KF + HF -> KHF2}}}.
При избытке плавиковой кислоты образуется соединение состава {\displaystyle {\ce {KH2F3}}}:
{\displaystyle {\ce {HF + KHF2 -> KH2F3}}}.
Действием избытка концентрированной плавиковой кислоты на концентрированный раствор гидроокиси калия:
{\displaystyle {\ce {KOH + 2 HF -> KHF2 + H2O}}},
или раствор карбоната калия:
{\displaystyle {\ce {K2CO3 + 4 HF -> 2 KHF2 + CO2 ^ + H2O}}}.

## Физические свойства
Гидрофторид калия — бесцветные кристаллы тетрагональной сингонии, пространственная группа I 4/mcm, параметры ячейки a = 0,567 нм, c = 0,681 нм, Z = 4.
Хорошо растворяется в воде, не растворяется в этаноле. Кристаллогидратов не образует.
Обладает сильным токсическим действием.

## Химические свойства
Водные растворы гидрофторида калия имеют кислую реакцию из-за гидролиза по аниону:
{\displaystyle {\ce {2 HF2^- <=> F^- + HF + H2O <=> F^- + H^+}}}.
Разлагается при нагревании:
{\displaystyle {\ce {KHF2->[310-400^{\circ }{\text{C}}]KF\ +HF}}}.
Взаимодействует с кислотами:
{\displaystyle {\ce {2KHF2\ +H2SO4->[100^{\circ }{\text{C}}]K2SO4\ +4HF}}}.
Реакция с щелочами приводит к образованию средней соли:
{\displaystyle {\ce {KHF2 + KOH -> 2 KF + H2O}}}.
В олеуме при комнатной температуре образует фторсульфоновую кислоту:
{\displaystyle {\ce {KHF2 + H2SO4 + 2 SO3 -> 2 HSO3F + KHSO4}}}.

## Применение
Применяется для получения элементарного фтора электролизом расплава смеси {\displaystyle {\ce {KHF2}}} и {\displaystyle {\ce {KH2F3}}}.
С помощью электролиза раствора гидрофторида калия в безводной плавиковой кислоте Анри Муассан в 1886 году впервые получил газообразный фтор.

## Физиологическое действие
Кислый фтористый калий — токсичное вещество. В соответствии с ГОСТ 12.1.007-76 гидрофторид калия является токсичным высокоопасным веществом по степени воздействия на организм, 2-го класса опасности.
Обладает общетоксическим действием, вызывает острые и хронические отравления с поражением жизненно важных органов и систем. Кислый фтористый калий в больших концентрациях раздражает слизистые оболочки, при попадании на кожу вызывает химические ожоги.
ПДК кислого фтористого калия в воздухе рабочей зоны составляет 0,5 мг/м³.